# Nikolai Petrowitsch Brussenzow

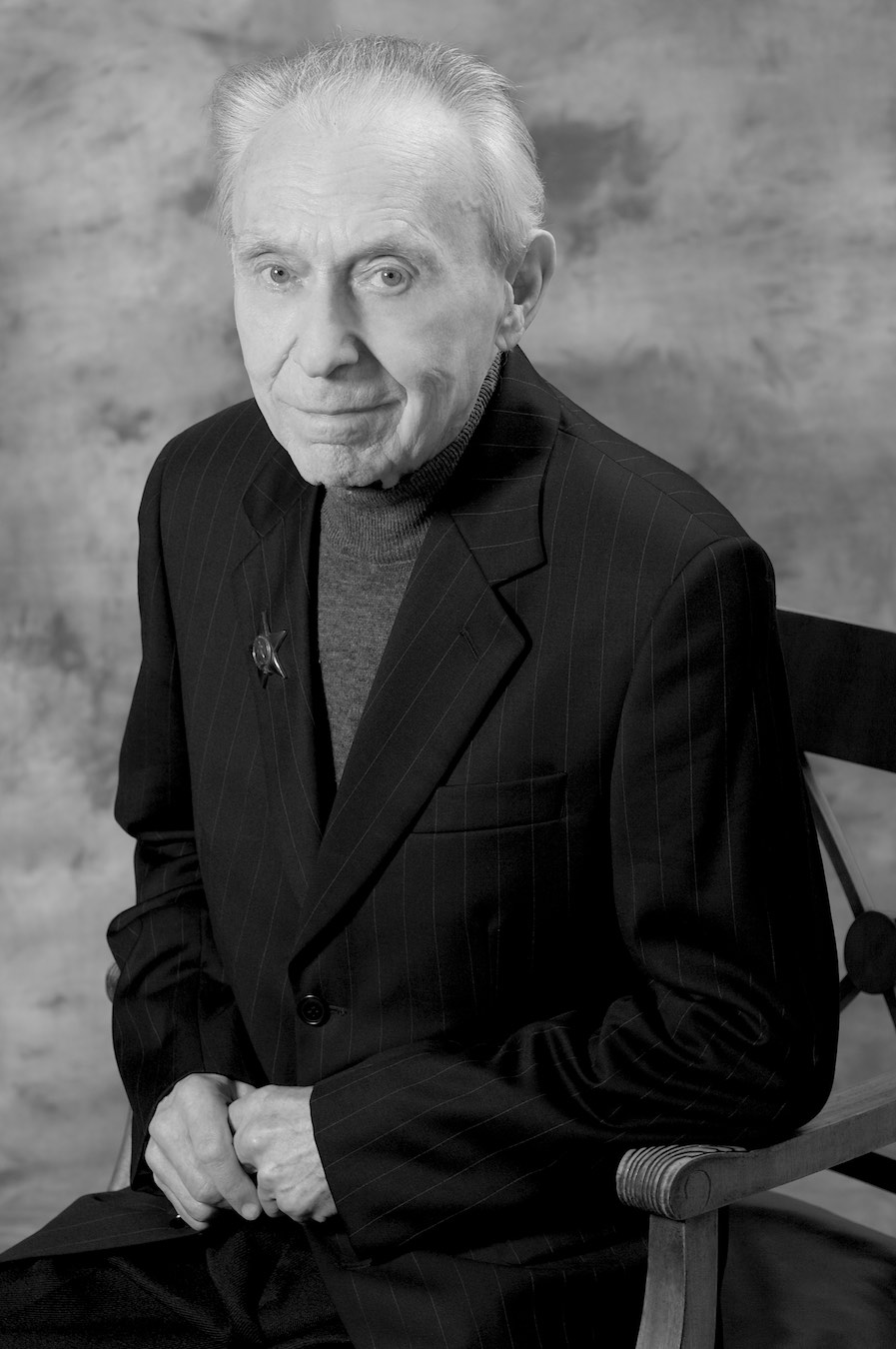
Nikolai Petrowitsch Brussenzow

Nikolai Petrowitsch Brussenzow (russisch Никола́й Петро́вич Брусенцо́в; * 7. Februar 1925 in Kamenskoje; † 4. Dezember 2014 in Moskau) war ein russischer Radiotechniker, Informatiker und Schöpfer des ersten ternären Computers Setun.

## Leben
Brussenzows Vater Pjotr Nikolajewitsch (1902–1939) war Sohn eines Eisenbahners, studierte an der RabFak und am Dnepropetrowsker Chemie-Institut mit Abschluss 1930 und arbeitete in der Dneprodserschynsker Kokerei, in der er schließlich Chef der technischen Abteilung wurde. Brussenzows Mutter Marija Dmitrijewna geb. Tschistjakowa leitete den dortigen Kindergarten. Während des Deutsch-Sowjetischen Krieges war die Familie evakuiert.
Brussenzow, ältester von drei Brüdern, trat in die Fakultät für Volksmusikinstrumente des nach Swerdlowsk evakuierten Kiewer Konservatoriums ein. Im Februar 1943 wurde er zur Armee eingezogen und in sechs Monaten als Funker ausgebildet. Darauf wurde er als Funker in der Aufklärungseinheit eines Artillerieregiments eingesetzt. Er erhielt die Tapferkeitsmedaille und den Orden des Roten Sterns.
Nach dem Kriege kehrte Brussenzow in seine Heimat Dniprodserschynsk zurück und arbeitete in einer Fabrik. 1947 trat er in die Radiotechnik-Fakultät des Moskauer Energetischen Instituts (MEI) ein. In seinem letzten Studienjahr erstellte er Tabellen für die Beugung am elliptischen Zylinder, die später als Brussenzow-Tabellen bekannt wurden. Nach dem Abschluss seines Studiums 1953 wurde er im Spezialkonstruktionsbüro der Universität Moskau angestellt.
1956 trafen sich einige Ingenieure und Studenten des von Sergei Sobolew geleiteten Computer-Forschungszentrums der Universität Moskau in einem Seminar, an dem neben Michail Schura-Bura, Konstantin Semendjajew und Jewgeni Schogolew auch Brussenzow teilnahm. 1956 bis 1958 entwickelte Brussenzow auf der Basis des binären Ferritkernspeichers von Lew Israilewitsch Gutenmacher einen ternären Ferritkernspeicher und auf dessen Basis mit einer Gruppe Gleichgesinnter im Rechenzentrum der Moskauer Universität den ternären Computer Setun (benannt nach dem nahen Fluss Setun). Darauf wurde der Setun vom Kasaner Rechenanlagenwerk in Serie hergestellt. 1970 kam der Setun-70 mit einigen technischen Neuerungen heraus. Bemerkenswert ist, dass auch Quantencomputer ternär sein können.
Bis zu seinen letzten Tagen leitete Brussenzow das Forschungslaboratorium für ternäre Informatik an der Fakultät für Informatik und Kybernetik der Moskauer Universität.